# Varasdi völgyhíd
A Varasdi völgyhíd, másik nevén mecseknádasdi völgyhíd egy 98 méteres fesztávú viadukt Baranya vármegyében. A 6-os főút mecseki hegyi szakaszán, Mecseknádasd és Apátvarasd közigazgatási határán rajta keresztezi a Varasdi-patak mély völgyét. 1953-ban épült, és máig Magyarország legnagyobb vasbeton ívhídjának számít.

## Jellemzői
A tíz nyílású Varasdi völgyhíd a 6-os főutat vezeti át a Varasdi völgy 30 méteres mélysége felett, hossza 169,8 méter. Statikai rendszere lapokra támaszkodó, két főtartós vasbeton ívszerkezetének nyílmagassága 20 méter. Az ívek keresztmetszete derékszögű négyszög, amelynek szélessége 1,60 méter, magassága ívközépen 1 méter, a vállaknál pedig 2 méter. E két méret között az átmenet az ívhossz mentén lineáris. Az ívekre 7,80 méterenként oszlopok támaszkodnak, melyeket felül páronként egy-egy kereszttartó keresztszerűen kapcsol össze. A hídpálya az ívre a közepén közvetlenül, a többi részén ezen függőleges vasbeton oszlopok közvetítésével csatlakozik.
Mivel a második világháború után a kommunista tervgazdálkodásban szűkösek voltak az erőforrások, így a hidat is ilyen szemléletben építették fel. A speciális beton receptúrájának elkészítése közel egy évig tartott. A terv szerinti méretben a vasbetétek kellő mennyiségben nem álltak rendelkezésre, az állványzatot pedig a lehető legkevesebb faanyag felhasználásával kellett megtervezni és kivitelezni. A hídpályát 1978-ban szélesítették ki.

## Története
A szocialista Magyarország iparosításában kiemelt szerepet kapott az újonnan épülő Dunai Vasmű, valamint a pécsi és komlói szénbányák. Ezek összeköttetése miatt nagy jelentősége lett a 6-os főút fejlesztésének, amely az első ötéves terv egyik legfontosabb beruházása lett. A Mecseken korábban igen meredek és keskeny, hajtűkanyarokkal teli út vezetett csak keresztül, így a Szekszárd és Pécs közötti szakasz legnagyobb kihívása egy új, biztonságos nyomvonal megépítése volt. A Varasdi-patak völgyaljában kemény sziklaalapkőzetet találtak a felszínhez közel, így az ideálisnak bizonyult arra, hogy egy nagy méretű ívhíddal merőlegesen keresztezhessék azt. A leendő hidat Bölcskei Elemér, az UVATERV Hídosztály vezetőjének tervei alapján a hídépítő Vállalat építette fel.
A Varasdi völgyhídon már 1953 novemberében megindult a forgalom, a közeli Bolond úti völgyhíd viszont eddig még nem készült el. A két új völgyhidat március 14-én ünnepélyesen adták át a forgalomnak, a díszvendég Bebrits Lajos közlekedés- és postaügyi miniszter volt. A jelentős mérnöki teljesítménynek számító hidat később propagandacélokra is felhasználták.
1978-ban kiszélesítették, ettől a teherbírása lecsökkent, emiatt 1998-ban az alépítményét megerősítették.
2017-ben kezdődött meg a két nagy mecseki viadukt felújítása közel félmilliárd forint értékben. A varasdi völgyhíd 2018 nyarától kezdődő, félpályás lezárással járó rekonstrukciója során 295 millió forintból újult meg. A munkálatok során elvégezték az átkelő teljes hosszának burkolat- és szigetelésének, és a kétszer 180 méternyi szalagkorlátnak a modern szabványok szerinti cseréjét, valamint felújították a  hídvégeken két dilatációs szerkezetét. A betonminőség miatti változtatások miatti csúszás, és a felújítás hibából eredő garanciális javítások miatt csak 2019 őszére fejeződött be a teljes felújítás.